# DytectiveU
DytectiveU es una aplicación gratuita para personas con dislexia, con el objetivo de superar esta barrera de manera divertida. Se trata de un videojuego multidispositivo, con el que se puede jugar tanto en el móvil, como en el ordenador o tableta. Está disponible para Android e IOS de manera gratuita. Ofrece juegos educativos, teniendo en cuenta las siguientes variables: procesos perceptivos, capacidades lingüísticas, memoria de trabajo y funciones ejecutivas.
Fue creado por  Changed Dyslexia, una empresa social, fundada por Luz Rello Sánchez, cuyo objetivo es la reducción global de las tasas de abandono escolar debidas a la dislexia.

## Características de DytectiveU:[3]
Está dirigida a profesionales del ámbito de la educación (docentes, logopedas y psicopedagogos), así como a las familias, sobre todo a aquellas que posean dificultades para acceder a la ayuda de un profesional.  
Cuenta con dos módulos diferenciados:
1º Ofrece hasta 35.000 ejercicios lúdicos, cuya dificultad se adecua a las necesidades detectadas en lecciones previas. Estos juegos están enfocados a que cada persona mejore la lectura, la escritura y la comprensión lectora de la manera más personalizada y rigurosa posible.
2º. Está dirigido completamente al profesional o a la familia, con el fin de que puedan observar los progresos y la evolución del niño. En concreto, muestra los datos de 24 variables relacionadas con la lectoescritura.